# Service géologique de Chine
Le Service géologique de Chine (en anglais, China Geological Survey ou CGS) est une organisation nationale chinoise à but non-lucratif qui centralise les recherches sur les ressources naturelles de la Chine. Le CGS est la plus grande agence géoscientifique de Chine depuis sa fondation en 1999.

## Histoire
Le CGS apparu au début de la République de Chine (quand cette dernière avait encore le contrôle sur Chine continentale). Beaucoup d'éminents géologues et paléontologues travaillèrent pour l'organisme dans ses premiers jours, tels que Davidson Black ou Teilhard de Chardin. Il fut dissous après que la République populaire de Chine eut récupéré le contrôle de la Chine continentale et fut finalement rétabli en 1999.